# Puchar Australii i Oceanii w snowboardzie 2019
Puchar Australii i Oceanii w snowboardzie w sezonie 2019 to kolejna edycja tej imprezy. Cykl ten rozpoczął się 6 sierpnia 2019 roku w australijskim Mount Hotham zawodami w snowcrossie. Zmagania zakończyły się 2 października tego samego roku w nowozelandzkiej Cardronie zawodami w halfpipe'ie.

## Konkurencje
- SX = snowcross
- SS = slopestyle
- HP = halfpipe
- BA = big air

## Kalendarz i wyniki

### Mężczyźni
| Lp | Data                | Miejscowość  | Konkurencja | 1. Miejsce       | 2. Miejsce       | 3. Miejsce      |
| -- | ------------------- | ------------ | ----------- | ---------------- | ---------------- | --------------- |
| 1. | 6 sierpnia 2019     | Mount Hotham | SX          | Cameron Bolton   | Adam Dickson     | Adam Lambert    |
| —  | 7 sierpnia 2019     | Mount Hotham | SX          | Odwołano         | Odwołano         | Odwołano        |
| 2. | 7 sierpnia 2019     | Perisher     | BA          | Valentino Guseli | Matthew Cox      | Hayato Nagasawa |
| 3. | 7 sierpnia 2019     | Perisher     | BA          | Daniel Alkefjärd | Joshua Agnew     | Hayato Nagasawa |
| —  | 9 sierpnia 2019     | Perisher     | SS          | Odwołano         | Odwołano         | Odwołano        |
| 4. | 15 sierpnia 2019    | Cardrona     | SS          | Su Yiming        | Hiroaki Kunitake | Markus Olimstad |
| 5. | 28 sierpnia 2019    | Cardrona     | HP          | Zhang Yiwei      | Wang Ziyang      | Lee Chaeun      |
| 6. | 1 września 2019     | Cardrona     | SS          | Ryoma Kimata     | Hiroaki Kunitake | Torgeir Bergem  |
| 7. | 3 września 2019     | Mount Hotham | SX          | Yoshiki Takahara | Cameron Bolton   | Paul Berg       |
| 8. | 4 września 2019     | Mount Hotham | SX          | Yoshiki Takahara | Umito Kirchwehm  | Adam Dickson    |
| 9. | 2 października 2019 | Cardrona     | HP          | Wang Ziyang      | Fan Xiaobing     | Kim Kangsan     |

### Kobiety
| Lp | Data                | Miejscowość  | Konkurencja | 1. Miejsce       | 2. Miejsce        | 3. Miejsce      |
| -- | ------------------- | ------------ | ----------- | ---------------- | ----------------- | --------------- |
| 1. | 6 sierpnia 2019     | Mount Hotham | SX          | Christina Taylor | Josie Baff        | Jessica Dickson |
| —  | 7 sierpnia 2019     | Mount Hotham | SX          | Odwołano         | Odwołano          | Odwołano        |
| 2. | 7 sierpnia 2019     | Perisher     | BA          | Katie Ormerod    | Baily McDonald    | Eve Dowley      |
| 3. | 7 sierpnia 2019     | Perisher     | BA          | Alexandra Chen   | Lily Jekel        | Paige Jones     |
| —  | 9 sierpnia 2019     | Perisher     | SS          | Odwołano         | Odwołano          | Odwołano        |
| 4. | 15 sierpnia 2019    | Cardrona     | SS          | Rina Yoshika     | Hikari Yoshizawa  | Hanne Eilertsen |
| 5. | 28 sierpnia 2019    | Cardrona     | HP          | Cai Xuetong      | Wu Shaotong       | Qiu Leng        |
| 6. | 1 września 2019     | Cardrona     | SS          | Silje Norendal   | Melissa Peperkamp | Sommer Gendron  |
| 7. | 3 września 2019     | Mount Hotham | SX          | Belle Brockhoff  | Hanna Ihedioha    | Mia Clift       |
| 8. | 4 września 2019     | Mount Hotham | SX          | Jana Fischer     | Mia Clift         | Hanna Ihedioha  |
| 9. | 2 października 2019 | Cardrona     | HP          | Wu Shaotong      | Qiu Leng          | Wang Jingjing   |

## Klasyfikacje

### Mężczyźni
| Lp. | Zawodnik         | Punkty |
| --- | ---------------- | ------ |
| 1.  | Cameron Bolton   | 1125   |
| 2.  | Yoshiki Takahara | 1000   |
| 3.  | Adam Dickson     | 900    |
| 4.  | Adam Lambert     | 775    |
| 5.  | Umito Kirchwehm  | 530    |
| 6.  | Paul Berg        | 500    |
| 7.  | Kurt Hoshino     | 430    |
| 8.  | Declan Dent      | 420    |
| 9.  | Connor Schlegel  | 365    |
| 10. | Leon Beckhaus    | 320    |

| Lp. | Zawodnik             | Punkty |
| --- | -------------------- | ------ |
| 1.  | Hiroaki Kunitake     | 800    |
| 2.  | Ryoma Kimata         | 550    |
| 3.  | Su Yiming            | 500    |
| 4.  | Taiga Hasegawa       | 410    |
| 5.  | Matthew Cox          | 355    |
| 6.  | Isak Ulstein         | 345    |
| 7.  | Torgeir Bergem       | 300    |
| 7.  | Markus Olimstad      | 300    |
| 9.  | Mikko Rehnberg       | 280    |
| 10. | Fridtjof Tischendorf | 250    |

| Lp. | Zawodnik               | Punkty |
| --- | ---------------------- | ------ |
| 1.  | Wang Ziyang            | 900,00 |
| 2.  | Zhang Yiwei            | 500,00 |
| 3.  | Rakai Tait             | 475,00 |
| 4.  | Fan Xiaobing           | 400,00 |
| 5.  | Kim Kangsan            | 370,00 |
| 6.  | Lee Chaeun             | 300,00 |
| 7.  | Wang Xin               | 290,00 |
| 8.  | Li Jian                | 270,00 |
| 9.  | Campbell Melville Ives | 265,00 |
| 10. | Gao Hongbo             | 250,00 |

| Lp. | Zawodnik         | Punkty |
| --- | ---------------- | ------ |
| 1.  | Daniel Alkefjärd | 660    |
| 2.  | Joshua Agnew     | 650    |
| 3.  | Hayato Nagasawa  | 600    |
| 4.  | Valentino Guseli | 500    |
| 5.  | Gustaf Lundström | 450    |
| 6.  | Matthew Cox      | 400    |
| 7.  | Brolin Mawejje   | 380    |
| 8.  | Sunny Steele     | 370    |
| 9.  | Maxson Chen      | 280    |
| 10. | Jesse Parkinson  | 225    |

### Kobiety
| Lp. | Zawodniczka       | Punkty |
| --- | ----------------- | ------ |
| 1.  | Mia Clift         | 900    |
| 2.  | Christina Taylor  | 745    |
| 3.  | Josie Baff        | 725    |
| 4.  | Hanna Ihedioha    | 700    |
| 5.  | Woo Su-been       | 585    |
| 6.  | Belle Brockhoff   | 575    |
| 7.  | Jana Fischer      | 500    |
| 8.  | Kennedy Justinen  | 480    |
| 9.  | Amber Essex       | 395    |
| 10. | Yuka Nakamura     | 360    |
| 10. | Courtney Bartlett | 360    |

| Lp. | Zawodniczka       | Punkty |
| --- | ----------------- | ------ |
| 1.  | Hanne Eilertsen   | 550    |
| 2.  | Rina Yoshika      | 500    |
| 2.  | Silje Norendal    | 500    |
| 4.  | Yuri Yoshika      | 425    |
| 5.  | Melissa Peperkamp | 400    |
| 5.  | Hikari Yoshizawa  | 400    |
| 7.  | Tina Steffensen   | 350    |
| 8.  | Ren Ziyan         | 330    |
| 9.  | Sommer Gendron    | 300    |
| 9.  | Guo Junyan        | 300    |

| Lp. | Zawodniczka   | Punkty |
| --- | ------------- | ------ |
| 1.  | Wu Shaotong   | 900,00 |
| 2.  | Qiu Leng      | 700,00 |
| 3.  | Cai Xuetong   | 500,00 |
| 4.  | Wang Jingjing | 460,00 |
| 5.  | Wang Jianjie  | 450,00 |
| 6.  | Zhang Yinan   | 380,00 |
| 6.  | Fu Xinya      | 380,00 |
| 8.  | Yang Lu       | 345,00 |
| 9.  | Emily Arthur  | 250,00 |
| 10. | Takara Tamada | 180,00 |

| Lp. | Zawodniczka    | Punkty |
| --- | -------------- | ------ |
| 1.  | Alexandra Chen | 725    |
| 2.  | Lily Jekel     | 650    |
| 3.  | Eve Dowley     | 550    |
| 4.  | Katie Ormerod  | 500    |
| 5.  | Baily McDonald | 400    |
| 6.  | Paige Jones    | 300    |